# Grand prix d'escrime de Berne
Navigation
Le Grand prix d'escrime de Berne, est un tournoi d'escrime à l'épée faisant partie de la série des coupes du monde. Il est organisé depuis 1965 à Berne.

## Titres
- Quatre tireurs ont réussi l'exploit de remporter le tournoi trois fois :
  -  Max Heinzer (2011, 2012, 2013)
  -  Alfredo Rota (2002, 2004, 2009)
  -  Péter Vánky (1993, 2000, 2003)
  -  Éric Srecki (1990, 1995, 1997)
- Le plus de titres d'affilée :
  - 3 :  Max Heinzer (2011, 2012, 2013)
  - 2 :  Volker Fischer (1986, 1987)

## Vainqueurs
| Année            | Individuel          | Équipe       |
| ---------------- | ------------------- | ------------ |
| 2023             | Lucas Malcotti      | France       |
| 2022             | Tibor Andrásfi      | France       |
| 2021             | Rubén Limardo       | Russie       |
| 2019             | Ihor Reizlin        | France       |
| 2018             | Kazuyasu Minobe     | Russie       |
| 2017             | Park Sang-young     | Corée du Sud |
| 2016             | Nikita Glazkov      | France       |
| 2015             | Bas Verwijlen       | Russie       |
| 2014-2 (octobre) | Jean-Michel Lucenay | France       |
| 2014-1 (mai)     | Park Sang-young     | Non disputé  |
| 2013             | Max Heinzer         | Non disputé  |
| 2012             | Max Heinzer         | Non disputé  |
| 2011             | Max Heinzer         | Non disputé  |
| 2010             | José Luis Abajo     | Non disputé  |
| 2009             | Alfredo Rota        | Non disputé  |
| 2008             | Matteo Tagliariol   | Non disputé  |
| 2007             | Silvio Fernandez    | Non disputé  |
| 2006             | Bastien Sicot       | Non disputé  |
| 2005             | Marcel Fischer      | Non disputé  |
| 2004             | Alfredo Rota        | Non disputé  |
| 2003             | Péter Vánky         | Non disputé  |
| 2002             | Alfredo Rota        | Non disputé  |
| 2001             | Paolo Milanoli      | Non disputé  |
| 2000             | Péter Vánky         | Non disputé  |
| 1999             | Mark Steifensand    | Non disputé  |
| 1998             | Pavel Kolobkov      | Non disputé  |
| 1997             | Éric Srecki         | Non disputé  |
| 1996             | Tae Suk-chang       | Non disputé  |
| 1995             | Éric Srecki         | Non disputé  |
| 1994             | Jean-Michel Henry   | Non disputé  |
| 1993             | Péter Vánky         | Non disputé  |
| 1992             | Olivier Lenglet     | Non disputé  |
| 1991             | Andrei Chouvalov    | Non disputé  |
| 1990             | Éric Srecki         | Non disputé  |
| 1989             | Sergueï Kravtchouk  | Non disputé  |
| 1988             | Philippe Riboud     | Non disputé  |
| 1987             | Volker Fischer      | Non disputé  |
| 1986             | Volker Fischer      | Non disputé  |
| 1985             | Arnd Schmitt        | Non disputé  |
| 1984             | Jaroslav Jurka      | Non disputé  |
| 1983             | Aleksandr Moshaev   | Non disputé  |
| 1982             | Ricardo Manzi       | Non disputé  |
| 1981             | Zoltán Székely      | Non disputé  |
| 1980             | Alexander Pusch     | Non disputé  |
| 1979             | Philippe Riboud     | Non disputé  |
| 1978             | Jean-Blaise Evéquoz | Non disputé  |
| 1977             | Johan Harmenberg    | Non disputé  |
| 1976             | Hans Jacobson       | Non disputé  |
| 1975             | Alexander Pusch     | Non disputé  |
| 1974             | Győző Kulcsár       | Non disputé  |
| 1973             | Hans-Jürgen Hehn    | Non disputé  |
| 1972             | Igor Valetov        | Non disputé  |
| 1971             | Sergueï Paramanov   | Non disputé  |
| 1970             | Rudi Maier          | Non disputé  |
| 1969             | François Jeanne     | Non disputé  |
| 1968             | Roland Losert       | Non disputé  |
| 1967             | Rudolf Trost        | Non disputé  |
| 1966             | Jacques Brodin      | Non disputé  |
| 1965             | Max Geuter          | Non disputé  |